# Joaquín de Montserrat
Joaquín de Montserrat, marchese di Cruillas (Spagna, 1725 circa – ...), è stato un nobile spagnolo, viceré della Nuova Spagna dal 6 ottobre 1760 al 24 agosto 1766.

## Primi anni da viceré
Joaquín de Montserrat fu nominato viceré della Nuova Spagna all'inizio del 1760. Il passaggio di consegne avvenne il 19 settembre 1760 a Otumba, e la sua entrata formale a Città del Messico il 6 ottobre 1760.
Tra i suoi compiti più urgenti vi era l'organizzazione di un vero esercito coloniale. Passando da Puebla vide un battaglione della milizia formato da neri e mulatti. Le loro armi erano altamente irregolari, ed il nuovo viceré fece richiesta formale alla Spagna per ottenere nuovi fucili.
Nel 1761 scoppiò un'epidemia di vaiolo che colpì soprattutto gli indiani. Sono stati stimati circa 14600 morti a Città del Messico, e fino ad 80000 a Puebla. Il governo svuotò quasi le proprie casse per cercare di fornire assistenza alla popolazione. Il viceré Montserrat prese contromisure economiche, ordinò la raccolta di nuove tasse e proibì l'incetta di beni alimentari e di commercio.
Il 20 novembre 1761, i Maya guidati da Jacinto Canek fecero partire una ribellione a Cisteil, nello Yucatán. Canek fu catturato, ed il 14 dicembre 1761 fu torturato e squartato nella piazza di Mérida.
Tra gli altri disastri occorsi durante il governo di Montserrat si ricordano una grande alluvione a Guanajuato che paralizzò il lavoro nelle miniere d'argento (aprile 1762) ed una nuova epidemia (di "febbre") che causò numerosi decessi (1763).
Dovette anche inviare assistenza militare a Sonora, dove era scoppiata una rivolta dei Pima e dei Seri a causa dei maltrattamenti inflitti dai coloni spagnoli. I ribelli avevano ucciso le guarnigioni di due presidios ed il governatore prima di fuggire sulle montagne, dove alla fine si arresero.

## Guerra con gli inglesi
Nel gennaio del 1762, dopo l'ascesa di Carlo III al trono di Spagna, la Spagna riprese la guerra con l'Inghilterra (era la guerra dei sette anni). L'Avana cadde in mano inglese il 13 agosto 1762, e Veracruz stava per subire uno sbarco. Montserrat rafforzò le fortificazioni di Veracruz assicurandosi di fargli ricevere sufficienti approvvigionamenti. Inviò altre truppe e si assicurò che fossero ben organizzate ed addestrate al combattimento. Per controllare il commercio, organizzò due compagnie di granatieri, di neri e di mulatti. Il popolo li soprannominò "Los Morenos" (Gli Scuri). I mercanti di Veracruz formarono una nuova compagnia pagando loro salari, armi ed equipaggiamento. Altri battaglioni reggimenti furono creati nelle province, compresi i battaglioni di Valladolid, León, Puebla e Oaxaca. Nelle città maggiori nacquero anche cavalleria e milizia.
Il trattato di pace che metteva fine alla guerra dei sette anni fu siglato a Parigi il 10 febbraio 1763. La Spagna ricevette la Louisiana e riconquistò L'Avana e Manila, ma dovette cedere la Florida all'Inghilterra, così come il diritto di insediarsi e raccogliere legname in Belize.
Nel 1764 organizzò il servizio postale, inviò aiuti a Cuba, e proseguì il lavoro sul sistema di drenaggio a Città del Messico.

## Riorganizzazione dell'esercito coloniale
Questo viceré viene considerato l'organizzatore del primo vero esercito professionistico della Nuova Spagna. I soldati erano mestizo, neri e mulatti. Gli indiani non erano accettati nell'esercito. Dato che gli ufficiali del tempo erano volontari di buona famiglia, ma non addestrati al servizio militare, il viceré chiese alla Spagna di mandare istruttori militari. Il 1º novembre 1765 il tenente generale Juan de Villalba giunse a Veracruz, con cinque altri generali e vari ufficiali. Furono loro gli istruttori del nuovo esercito coloniale.
Il 30 settembre 1765, José María Morelos, eroe dell'indipendenza messicana, nacque a Vallodalid, Michoacan.

## Ultimi anni del mandato
Carlo III perse fiducia nell'operato di Montserrat a causa del calo di entrate fiscali. La corona nominò José de Gálvez come visitador (ispettore) con pieni poteri per la riforma dell'amministrazione, e per l'introduzione di nuove idee in campo economico. Gálvez, ministro del Consiglio delle Indie, arrivò il 2 agosto 1765.
Nel 1766 Montserrat garantì concessioni ai minatori di Guanajuato, che si erano ribellati. Creò anche nuovi presidi nella parte settentrionale della colonia. Infine, dispiaciuto dalla perdita di autorità causata dall'arrivo del visitador, rassegnò le dimissioni e tornò in Spagna.